# José Rodríguez de Arias
José Rodríguez de Arias y Álvarez de la Campana (Palma de Mallorca, 26 de septiembre de 1761 - Cádiz, 26 de enero de 1852) fue un marino y militar español, 21.º Capitán General de la Real Armada.

## Vida
Hijo de Sebastián Rodríguez, Comisario de Marina de Mallorca, el 13 de abril de 1776 aprobó los exámenes de ingreso en la Compañía de guardiamarinas del Departamento de Cádiz.
Al finalizar sus estudios primarios, en el mes de noviembre de 1777, embarcó en el navío San Dámaso, que pertenecía a la escuadra del marqués de Casa Tilly, con la que participó, en misión de protección de los transportes que llevaban a las tropas del general Pedro de Cevallos, en la expedición contra las colonias portuguesas de América, participando en la toma de la isla de Santa Catalina y demás operaciones, hasta que se firmó la paz con este país.
Se le ascendió a alférez de fragata, y con este grado estuvo embarcado en varios buques, entre ellos las fragatas Gertrudis y Bárbara, con los que realizaba cruceros de protección de los buques provenientes de la América española.
En 1779, embarcado en el navío Vencedor, participó en la campaña naval que llevaron a efecto las escuadras combinadas española, al mando del general Luis de Córdova, y la francesa, mandada por el conde d’Orvilliers, sobre el canal de la Mancha, hasta la firma de la paz general.
Fue ascendido a alférez de navío en 1781. Desde esta fecha hasta 1784 prestó sus servicios en las fragatas Bibiana, Matilde y Rosalía en aguas de la América septentrional.
En 1787, se le asciende a teniente de fragata, y en el mes de febrero se le ordena embarcar en la fragata Santa Cecilia, destinada a la escuadra llamada de Evoluciones, que estaba al mando del general Juan de Lángara, permaneciendo en ella todo el tiempo en que ésta se mantuvo en activo, y pasó posteriormente al San Ildefonso, que pertenecía a la escuadra del general José de Córdova.
Fue ascendido a teniente de navío en 1790 y se le destinó a las aguas de América, al mando de la goleta Magdalena, con la que estuvo realizando misiones de guardacostas por el intenso contrabando, tanto de negros como de armas. Después se le encomendó en la isla de Cuba que eligiera montes que contaran con árboles aptos para seleccionar maderas propicias para la construcción naval y que así mismo buscara dársenas, que resultaran de fácil acceso para embarcarla.
En 1792, se le nombró segundo comandante del navío San Juan, en la escuadra del general Gabriel de Aristizábal. En 1793 fue desplazado a América cuando se declaró la guerra a la República de Francia, participando en las operaciones muy señaladamente contra Bahiaja y Fuerte Delfín, en la isla de Santo Domingo.
En noviembre de 1795, el general de la escuadra le otorga el mando del bergantín Habanero, con el que se enfrenta en combate contra doce lanchas y botes de unos británicos que le atacaron, a los que rechazó con graves pérdidas.
En abril de 1797, se le otorgó el mando del bergantín Galgo, con el que vuelve a luchar contra uno británico, llamado Hero, y con la fragata de la misma nación Crescent, de 44 cañones, en el que por aplastante superioridad del enemigo, se le apresa, pero no sin antes haber maltratado a los dos.
Cuando se le puso en libertad por canje, regresó a La Habana, donde se le formó el consabido consejo de guerra, del que salió con una sentencia absolutoria, sin menoscabo de su valor y lealtad, y con todos los pronunciamientos favorables.
A continuación realizó varios tornaviajes entre la Península y la América española, en uno de ellos con derrota a Lima, con la noticia de haberse firmado la paz con el Reino Unido. Por este viaje se le nombró sargento mayor de Brigadas de Infantería de Marina.
En el mes de octubre de 1802, es ascendido a capitán de fragata, sin haber dejado de navegar en todo este tiempo y regresando a la Península en 1803.
Cuando en octubre de 1804 fue atacada la división de fragatas de Bustamante por otra británica, a la altura del cabo de Santa María, hallándose la nación en paz con Inglaterra, España se vio obligada a declararle la guerra, ya que no recibió satisfacción alguna. Por este motivo se activaron todos los mecanismos para poner en orden de combate a los buques que se habían desarmado por la paz, por lo que se le ordenó embarcar en el navío de tres puentes Santa Ana, como ayudante del general Álava, que enarbolaba su insignia en él.
El 21 de octubre de 1805 tomó parte en la Batalla de Trafalgar, de triste recuerdo para España, en la que se batió valientemente al lado de su general, siendo muy distinguida su acción y su valor. El 9 de noviembre de aquel año se le ascendió a capitán de navío por sus méritos en el reciente combate.
En junio de 1808, participó como segundo comandante del navío de tres puentes Príncipe de Asturias en los combates que dieron como resultado la rendición de la escuadra francesa del almirante Rosily, entre el 9 y el  14 de junio, que permanecía en la bahía de Cádiz, desde el combate de Trafalgar.
En este mismo mes, el día 16 se le otorgó el mando de uno de los navíos apresados, el Héroe, permaneciendo en él hasta el mes de julio siguiente. Dejó el mando del navío por haber sido nombrado encargado de negocios y cónsul general de España ante el sultán de Marruecos, residiendo en la ciudad de Tánger hasta enero del año siguiente.
En febrero de 1809, se le otorgó el mando de la fragata Cornelia, con la que después de realizar un viaje a las islas Baleares con prisioneros franceses, cruzó el océano con rumbo a Nueva York, Filadelfia y otros puertos de los Estados Unidos, regresando a la bahía de Cádiz en el mes de diciembre.
Volvió a hacerse a la mar en septiembre de 1810, rumbo a Costa Firme, en cuyos mares estuvo al mando de una división naval de nueve buques. Se le comunicó su ascenso al grado de brigadier en mayo de 1811. Con este grado y sus buques continuó con la misión encomendada del bloqueo de las costas de Venezuela, tomando una parte muy importante con sus decisiones al contribuir en la pacificación de aquellas tierras, hasta 1812, en que recibió la orden de regresar a La Habana para luego continuar a la bahía de Cádiz.
Ya con el grado de brigadier, en 1814 formó parte del Consejo de Guerra que entendía en las depuraciones de los jefes y oficiales que durante la guerra de la Independencia estuvieron en territorio ocupado por las tropas napoleónicas.
En noviembre de 1815, se le encomendó una misión diplomática con las regencias de Argel, Trípoli y Túnez, por lo que se desplazó hasta estos países al mando de una división naval, compuesta de un navío de línea, dos fragatas y un bergantín.
En la corte de Túnez, y por orden de su sultán que temía por su seguridad, estaba prohibido presentarse ante él con ningún arma y menos con espadas o puñales, de fácil manejo y muy peligrosos en las cortas distancias. Pero Rodríguez de Arias hizo caso omiso de esta rigurosa orden, por lo que se presentó portando prendido de su cintura su sable de honor; el sultán le recriminó su actitud y él parsimoniosamente le respondió:

Siempre llevo mi espada para usarla contra los enemigos de mi Rey y de mi Patria, y contra cualquiera que directa o indirectamente me faltare.

Esta contestación fue del agrado del sultán, por lo que le permitió permanecer en su presencia portando su espada. Asimismo le regaló un yatagán que él portaba, como muestra de su aprecio y amistad. Al regresar a España, le fue conferida la Gran Cruz de la Orden de Carlos III por los distinguidos servicios prestados.
En 1815, se le nombró comandante en jefe de una división naval, la cual fue destinada a la protección de la recalada de los buques procedentes de América y que incansablemente cruzaba entre los cabos de Santa María y San Vicente.
En junio de 1821, siendo comisario General de las Brigadas de Infantería de Marina, se le destinó a las provincias de Ultramar como comisario regio. Efectuó viajes a Costa Firme durante algún tiempo, hasta que recibió la orden de regresar, lo cual realizó con arribada a la bahía de Cádiz, donde se le encomendó su anterior destino en estas aguas.
En enero de 1823, fue nombrado comandante general del Arsenal del Ferrol, cesando en su destino el 1 de agosto.
Fue ascendido a jefe de escuadra en la promoción, que se llevó a cabo al contraer matrimonio el rey Fernando VII con María Cristina de Borbón en diciembre de 1829. Redactó en Cádiz un reglamento de pertrechos para los buques de guerra de los diferentes portes.
En 1836, se le otorgó el mando interinamente del Departamento de Cádiz. El 23 de julio de 1837 fue ascendido a teniente general, siéndole confirmado el cargo que ocupaba, y designado en propiedad, permaneciendo en este cargo hasta febrero de 1839. Se retiró a descansar y recuperar su maltratada salud por los graves sufrimientos padecidos y los sinsabores de los acontecimientos, hasta que fue llamado otra vez.
A consecuencia de los acontecimientos políticos de 1843, se le volvió a nombrar interinamente comandante general del Departamento de Cádiz, cargo que ejerció durante unos pocos meses, pero en esta difícil época se hizo más acreedor que nunca al aprecio y respeto que anteriormente poseía.
El 15 de septiembre de 1847 fue ascendido a la máxima dignidad de la Armada con el empleo de Capitán General y nombrado presidente de la Junta Directiva y Consultiva de la Armada, cargo que en atención a sus muchos años y achaques solo lo desempeñó de una forma nominal.
Falleció en Cádiz a los 91 años de edad, y 76 de servicios, tras una vida entregada al servicio de la Armada y de España. El Gobierno dispuso el traslado al Panteón, pero por las obras y dilaciones que hubo de sufrir todo, su hijo el teniente de navío Rafael de Arias y Villavicencio solicitó que se hiciera al estar concluido su mausoleo en 1857.
Se dispuso que el 5 de febrero de 1858 se verificara sin ceremonia alguna, en expectación de la inauguración oficial del Panteón, pero no terminó de realizarse.
Por fin, en la mañana del 29 de abril de 1870 se verificó, pasando los restos desde el cementerio de San Fernando al Panteón con todos los honores de ordenanza.
El 1 de mayo de 1870 se inauguraba oficialmente el Panteón. Recibieron en ese acto cristiana sepultura con toda la pompa y solemnidad, en unión de los restos de Córdova, marqués de la Victoria, Andrés Reggio, Gabriel Ciscar y Álava.
Las inscripciones de su tumba dicen

D. E. P.

Al Excmo. Sr. D. José Rodríguez de Arias

Capitán general que fue de la Armada

Caballero Gran Cruz de la Real y dis-

tinguida Orden de Carlos III de la

Americana de Isabel la Católica y

de la Militar de San Hermenegildo.

Nació en la ciudad de Palma de Ma-

llorca el XXVI septiembre de MDCCLXI

y falleció en San Fernando el XXVI

de enero de MDCCCLII

Ilustróse en su larga carrera con muchas acciones dis-

tinguidas y asistió al combate de  Trafalgar  en el navío

Santa Ana de ayudante mayor del Excmo. Sr. D. Ig-

nació María de Alava.  Español amante de su Patria, ma-

rino esclarecido, padre y esposo tierno y fiel amigo, era

además respetado y querido por representarse en su

persona las antiguas glorias de nuestra Marina.

Su viuda e hijos le erigieron este monumento.

## Enlaces
- Texto adaptado con autorización del autor, que permitió su reproducción en Wikipedia bajo licencia GFDL: Foro de Historia Naval de España y Países de habla española (requiere registro).

- Datos: Q5858236